# Parablennius tentacularis
Espèce
Statut de conservation UICN

 LC  : Préoccupation mineure
Parablennius tentacularis (la Blennie tentaculée ou Blennie cornue) est une espèce de poissons de la famille des Blenniidae qui se rencontre dans l'Atlantique Est, des côtes du Portugal jusqu'à la celles de la Guinée mais également en Méditerranée (à l'exception des côtes syriennes, libanaises, israéliennes et égyptiennes), en mer de Marmara et en mer Noire.

## Description
Parablennius tentacularis mesure jusqu'à 15 cm.

## Reproduction
La ponte a lieu dans une crevasse. Plusieurs femelles peuvent venir frayer avec le mâle qui gardera le nid.